# Parti démocrate (Bangladesh)
Pour les articles homonymes, voir Parti démocrate.
Parti démocrate — aussi appelé Parti Ganatantri — (en bengali : গণতন্ত্রী পার্টি ; en anglais : Ganatantri Party abrégé en GP) est un parti politique bangladais de gauche. Le parti est étroitement lié à la Ligue Awami,.

## Historique
Suranjit Sengupta est élu au Jatiya Sangsad dans la circonscription Sunamganj-2 par la nomination du Parti démocrate. Il quitte le parti en 2001 et rejoint la Ligue Awami.
L'ancien président du Parti, Nurul Islam, meurt dans un incendie à son domicile en décembre 2009 avant la 9e élection parlementaire au cours de laquelle il est candidat de la Grande Alliance dans la circonscription Noakhali-1. Des allégations de la part de ses alliés et des membres de sa famille font part d'un assassinat,.